# Paralaophonte taurina
Paralaophonte taurina är en kräftdjursart. Paralaophonte taurina ingår i släktet Paralaophonte och familjen Laophontidae. Inga underarter finns listade i Catalogue of Life.